# Narrativa española anterior a 1936
El siglo XX se inicia en España con un amplio movimiento de renovación cultural y artística que tiene dos momentos significativos: la Generación de 1898 (Miguel de Unamuno, Azorín, Ramón María del Valle-Inclán, Pío Baroja) y la llamada Generación de 1914. 
Esta renovación, no alcanza muy particularmente al relato novelístico, al que impulsa a ensayar nuevas fórmulas. Así, propicia no solo el desarrollo de una novela de corte psicológico, sino de una novela lírica en la que predomina la expresión de la subjetividad. Relacionada con esta actitud hay que considerar el escaso interés que los escritores de este periodo muestran hacia el relato tradicional de acontecimientos según un orden cronológico; y ello a pesar del enorme éxito de otro conjunto de narradores que se ciñen a los modos clásicos del relato para ponerlos ya al servicio del entretenimiento o la mera diversión, ya al del impulso reformista y social (Blasco Ibáñez, Felipe Trigo, v.gr.).

La ruptura del relato tradicional se logra mediante una gran variedad de procedimientos estructurales y estilísticos más o menos innovadores: 
1. multiplicación de puntos de vista,
2. digresiones intelectualistas,
3. preciosismo lingüístico que viene a revelar al narrador en detrimento del mundo narrado, simbolismo.

Esta línea renovadora la prolongarán los escritores del 14, muy especialmente Ramón Pérez de Ayala,  Gabriel Miró y Ramón Gómez de la Serna- sin desistir aún en su afán de encontrar un punto de equilibrio entre el realismo y el experimentalismo aislador. El resultado es la creación de un corpus novelístico que conjuga el acceso a un público potencialmente amplio con una exigencia de valoración estética. Y eso sin que se diluya en su totalidad la marcada preocupación reformista y social que tiñe la actividad de gran parte de los autores e intelectuales del momento.
El clima cultural en el que surge la joven novelística del 27 se caracteriza, pues, por una actitud antirrealista y por un decidido afán experimental. 
Esta nueva narrativa se congregó en la serie Nova Novorum de la Revista de Occidente. Allí se fragua un tipo de relato que ensaya la incorporación a la narración 
1. del estilo metafórico propio de la poesía,
2. del fragmentarismo en boga en las artes plásticas y
3. de la visión dinámica aprendida en el cine.

Se trata, por tanto, de una novela en la que la narración se libera de la dependencia de la historia, que rompe con la disposición lineal del tiempo, y 
que abre un amplio espacio para el distanciamiento irónico o humorístico. 
Toda la narrativa del 27 se puede ordenar en dos grandes vertientes: la novela lírico-intelectual (Benjamín Jarnés, Antonio Espina, Mauricio Bacarisse, Francisco Ayala, Pedro Salinas) y la humorística (Jardiel Poncela, Edgar Neville).
Sin embargo,  la crítica ha ignorado, cuando no despreciado, la importancia de este relevante grupo de escritores que sintoniza perfectamente con las modernas tendencias europeas de la época.
Pese a la repercusión de las Vanguardias, entre finales de la década de los 20 y 1935 surge una generación de narradores que, opuesta al arte deshumanizado, cultiva una novela realista y de finalidad social. Esta nueva generación se propone una manifiesta rehabilitación de lo humano, del valor testimonial y de la trascendencia moral y política de la literatura. Figura clave en esta evolución de la novela es José Díaz Fernández. Junto a él, son considerados precursores de la narrativa comprometida Joaquín Arderíus, Ramón J. Sender, Luisa Carnés Caballero, Andrés Carranque de Ríos y César Arconada, entre otros.
Véase también:
Literatura española contemporánea
- Datos: Q6038298